# 林鐘雄
林鐘雄（1938年—2006年），台灣金融業及學術界人士，台灣彰化人，台灣大學經濟學系碩士畢業。曾任政治大學經濟學系教授、台灣大學財務金融學系教授、玉山商業銀行董事長、中央銀行常務理事、臺灣證券交易所董事長。
畢業後從事教職，在政大、台大任教長達四十餘年，著作等身，最著名的有「貨幣銀行學」及「西洋經濟思想史」等，在經濟學界被譽為「一代經濟學大師」。央銀行總裁許遠東曾形容「無論從觀念、實務來看，都是學術界的泰斗」。
1992年與黃永仁等人共同創辦玉山商業銀行，並擔任首任董事長，至2001年6月卸任，轉任臺灣證券交易所董事長。
2001年10月28日由於缺氧性腦病變昏迷入院醫治，後於2006年5月27日辭世，享壽69歲。